# Wohl-Auejeva reakcija
Wohl-Auejeva reakcija je organska reakcija med aromatsko nitro spojino in anilinom v prisotnosti alkalijskih baz v kateri nastane fenazin. Primer: reakcija med nitrobenzenom in anilinom: 

Reakcija se imenuje po A. Wohlu in W. Aueju.